# Morten Arnfred
Morten Arnfred (* 2. August 1945 in Kopenhagen) ist ein ehemaliger dänischer Filmregisseur und Drehbuchautor.

## Leben und Wirken
Morten Arnfred ist eines von acht Kindern des Architekten und Kunsthistorikers Tyge Arnfred (1. April 1919–3. September 2021). Sein Bruder Jens Thomas Arnfred (* 1947) ist ebenfalls Architekt und Hochschullehrer. Sein Großvater war der Bauingenieur und Schuldirektor Jens Therkelsen Arnfred (1882–1977). Seine Mutter, die Lehrerin für Blinde war, starb 1979 im Alter von 60 Jahren an einer Hirnblutung. 
Morten Arnfred war nach seiner Schulzeit als Fotograf, Filmeditor und Laiendarsteller am Theater tätig. Zudem war er zeitweise Mitglied in einer Rockband, drehte mehrere Werbespots, Kurzfilme und war Assistent bei Filmproduktionen. 1976 begann er seine Arbeit als Filmregisseur und Drehbuchautor. 
Große Bekanntheit als Regisseur gelang ihm 1983 mit dem Film Kein schöner Land und 1993 mit dem Film Die Russland-Affäre, die beide auch internationale Anerkennung fanden, wie z. B. durch die Internationalen Filmfestspiele Berlin. Er arbeitete auch mit Lars von Trier für die Serie Riget (1994–1997) zusammen. Weitere Bekanntheit erlangte Arnfred im Jahr 1998, als er für den verstorbenen Regisseur Tom Hedegaard den Regie-Posten übernahm und damit letztendlich den Film Der (wirklich) allerletzte Streich der Olsenbande zum Abschluss brachte. Es war der 14. und letzte Teil der Filmreihe.
Neben seiner Tätigkeit als Regisseur war Arnfred auch für viele skandinavische Serien als Drehbuchautor zum Teil mit verantwortlich, wie z. B. Kommissar Beck, Kommissarin Lund oder Die Brücke – Transit in den Tod. Seit 2013 ist Arnfred im Ruhestand.
Morten Arnfred war dreimal verheiratet und hat einen Sohn und eine Tochter. Er lebt in Farum.